# Municipio de Akron (condado de Wilkin)
El municipio de Akron (en inglés: Akron Township) es un municipio ubicado en el condado de Wilkin en el estado estadounidense de Minnesota. En el año 2010 tenía una población de 133 habitantes y una densidad poblacional de 1,45 personas por km².

## Geografía
El municipio de Akron se encuentra ubicado en las coordenadas 46°25′13″N 96°19′59″O / 46.42028, -96.33306. Según la Oficina del Censo de los Estados Unidos, el municipio tiene una superficie total de 91.71 km², de la cual 91,65 km² corresponden a tierra firme y (0,06 %) 0,05 km² es agua.

## Demografía
Según el censo de 2010, había 133 personas residiendo en el municipio de Akron. La densidad de población era de 1,45 hab./km². De los 133 habitantes, el municipio de Akron estaba compuesto por el 96,99 % blancos y el 3,01 % eran de una mezcla de razas. Del total de la población el 0 % eran hispanos o latinos de cualquier raza.